# 117713 Kövesligethy
A 117713 Kövesligethy (ideiglenes jelöléssel 2005 GG1) a Naprendszer kisbolygóövében található aszteroida. Sárneczky Krisztián fedezte fel 2005. április 2-án.

## Felfedezése
2005. április 2-án fedezte fel Sárneczky Krisztián miközben ismeretlen kisbolygók után kutatott. Ez a fő kisbolygóöv belső részén mozgó, 3,57 éves keringési idejű, megközelítőleg 1–2 km-es kisbolygó a felfedezés idején 19 magnitúdós volt. Egészen június közepéig tudták követni viszonylag nagy fényessége miatt. Eközben egészen 1999-ig visszamenően találtak archív felvételeket az égitestről. Nevét Kövesligethy Radó geofizikusról kapta, aki 1885-től volt a Kiskartali Csillagvizsgáló felügyelője volt, majd Degenfeld-Shomburg Bertával közösen felfedezték az SN 1885A szupernovát. Többek között részt vett az Eötvös-inga kísérletekben, alapító tagja volt az 1923-ban alakult Stella Csillagászati Egyesületnek. A csillagászat terén főként a spektroszkópia foglalkoztatta.